# Calyptraeotheres politus
Calyptraeotheres politus is een krabbensoort uit de familie van de Pinnotheridae. De wetenschappelijke naam van de soort is voor het eerst geldig gepubliceerd in 1870 door Smith.